# Amphoe Sai Mun
Amphoe Sai Mun (in Thai อำเภอ ทรายมูล) ist ein Landkreis (Amphoe – Verwaltungs-Distrikt) in der Provinz Yasothon. Die Provinz Yasothon liegt im östlichen Teil der Nordostregion von Thailand, dem so genannten Isan.

## Geographie
Benachbarte Bezirke (von Nordosten im Uhrzeigersinn): die Amphoe Kut Chum und Mueang Yasothon in der Provinz Yasothon, sowie an Amphoe Selaphum der Provinz Roi Et.

## Geschichte
Sai Mun war früher ein Dorf im Amphoe Yasothon, als es noch zur Provinz Ubon Ratchathani gehörte. In der Regierungszeit von König Chulalongkorn (Rama V.) wurde der Standort des Dorfes aufgrund einer Epidemie etwa zwei Kilometer entfernt verlegt. 
Später erhielt Sai Mun den Tambon-Status und im Jahr 1968 wurde der Sanitär-Bezirk (khet sukhaphiban) Sai Mun eingerichtet.
Als 1972 Yasothon zur selbstständigen Provinz wurde, erhielt Sai Mun einen „Zweigkreis“-Status (King Amphoe). Dabei wurden vier Tambon Sai Mun, Du Lat, Dong Mafai und Na Wiang aus dem Amphoe Mueang Yasothon herausgelöst.
Im Jahr 1978 wurde Tambon Phai vom Amphoe Kut Chum dem King Amphoe Sai Mun zugeordnet. Am 26. Juli 1984 wurde der Kleinbezirk zum Amphoe heraufgestuft, und am 25. Mai 1999 der Sanitär-Bezirk Sai Mun zu einer Kleinstadt (Thesaban Tambon).

## Verwaltung

### Provinzverwaltung
Der Landkreis Sai Mun ist in fünf Tambon („Unterbezirke“ oder „Gemeinden“) eingeteilt, die sich weiter in 53 Muban („Dörfer“) unterteilen.
| Nr. | Name       | Thai   | Muban | Einw.  |
| --- | ---------- | ------ | ----- | ------ |
| 01. | Sai Mun    | ทรายมูล | 0-    | 11.088 |
| 02. | Du Lat     | ดู่ลาด   | 0-    | 04.287 |
| 03. | Dong Mafai | ดงมะไฟ | 10    | 05.714 |
| 04. | Na Wiang   | นาเวียง | 07    | 04.035 |
| 05. | Phai       | ไผ่     | 0-    | 05.958 |

Hinweis: Die Daten der Muban liegen zum Teil noch nicht vor.

### Lokalverwaltung
Es gibt zwei Kommunen mit „Kleinstadt“-Status (Thesaban Tambon) im Landkreis:
- Na Wiang (Thai: เทศบาลตำบลนาเวียง), bestehend aus dem ganzen Tambon Na Wiang.
- Sai Mun (Thai: เทศบาลตำบลทรายมูล), bestehend aus Teilen des Tambon Sai Mun.

Außerdem gibt es vier „Tambon-Verwaltungsorganisationen“ (องค์การบริหารส่วนตำบล – Tambon Administrative Organizations, TAO):
- Sai Mun (Thai: องค์การบริหารส่วนตำบลทรายมูล)
- Du Lat (Thai: องค์การบริหารส่วนตำบลดู่ลาด)
- Dong Mafai (Thai: องค์การบริหารส่วนตำบลดงมะไฟ)
- Phai (Thai: องค์การบริหารส่วนตำบลไผ่)